# Паузок (деревня)
Паузо́к — упразднённая деревня в Казачинско-Ленском районе Иркутской области России. Входила в состав Казачинского сельского поселения. 
Законом Иркутской области от 12 мая 2017 года № 26-ОЗ к селу Казачинское были присоединены деревни Испиритиха, Паузок, Берёзовка, Конец Луг.
Находится на правом берегу протоки реки Киренга, в 4 км к югу от центральной части села Казачинское.

## Население
По данным Всероссийской переписи, в 2010 году в деревне проживало 10 человек (3 мужчины и 7 женщин).